# بخش غرب چمپاران
بخش غرب چمپاران (به انگلیسی: West Champaran district) یک منطقهٔ مسکونی در هند است که در بخش تیرهوت واقع شده‌است. بخش غرب چمپاران ۵٬۲۲۸ کیلومتر مربع مساحت و ۳٬۹۳۵٬۰۴۲ نفر جمعیت دارد.